# 湄公河行动
《湄公河行动》（英語：Operation Mekong）是2016年上映的一部警匪动作片，由博纳影业出品，林超贤担任编剧和导演。张涵予、彭于晏领衔主演，陈宝国特别出演。孙淳、冯文娟主演；卢惠光、吴嘉龙、刘显达、赵健、伍麟凱、吴旭东等参与演出。董玮和黄伟亮担任动作指导。影片获得了第36届香港电影金像奖最佳动作设计和第31届金鸡奖最佳故事片。

## 剧情
在湄公河金三角地区，有一段被称作“鬼门关”的河道。两艘中国商船在此遭到身份不明者枪击。泰国军方随后举行新闻发布会，指控这些商船涉嫌贩毒。尽管声称所有船员已逃离，但很快就有人发现了十三名中国船员的尸体，他们都遭受了残忍杀害。这起令人震惊的事件使得中国警方高度重视。云南省公安厅禁毒总队队长高刚（张涵予饰）奉命率领专案组前往泰国，并与情报员方新武（彭于晏饰）联手调查。据资料显示，案件背后是金三角大毒枭糯卡所为。糯卡既贪婪又残暴，对湄公河流域的运输安全构成重大威胁。为了将他绳之以法，中、老、缅、泰四国展开联合巡逻，在集中力量清剿糯卡制毒基地的同时，高刚等人也深入险境，与丧失人性的毒贩进行了血战……
本片根据真实事件湄公河慘案改编。

## 演员
| 演員              | 角色                   |
| 张涵予            | 高刚                   |
| 彭于晏            | 方新武                 |
| 陈宝国            | 郝部长（原型为孟建柱） |
| 孙淳              | 郁局长（原型为刘跃进） |
| 冯文娟            | 郭冰（冰冰）           |
| 伍麟凱            | 顧偉成（快譯通）       |
| 刘显达            | 謝文峰（哪吒）         |
| 赵健              | 郭旭（大师）           |
| 吴旭东            | 野牛队队长             |
| 战立国            | 傅保衛（二郎）         |
| 盧惠光            | 占莑（原名刑登）       |
| 吳嘉龍            | 皮爾                   |
| 魏蔓              | 方新武女友             |
| 柏华力·莫高彼斯彻 | 糯卡（原型为糯康）     |

在英文版中，几位警察的代号被改为了希腊神话中的神明。

## 制作
2012年底，中华人民共和国公安部通过竞标选择拍摄“湄公河案”的电影公司，中国电影集团与博纳影业参加竞标。中影集团曾向公安部提交过一个“主旋律”的剧本提纲，拍摄计划投资5000万，由韩三平亲自主抓项目，并初步选定由兰晓龙担任编剧，高群书担任导演。博纳影业给出了投资2亿的商业大片计划，提出“要像美国大片那样拍”，该方案得到了10.5专案组组长、时任国家禁毒委员会副主任兼办公室主任、公安部禁毒局局长刘跃进的力挺，最终博纳影业获得该案的电影改编权。
《湄公河行动》于2015年9月13日在泰国曼谷正式开机，于2016年1月31日杀青。出品方博纳影业为该影片采集了大量关于糯康出庭及案件人员的访谈素材。公安部也为影片的拍摄提供了重要支持，使得剧组获得关于湄公河案件不曾公开的资料。影片取景地点包括金三角地区、马来西亚、云南和北京等。剧组曾亲自深入金三角地区毒贩腹地考察。

## 发行和票房
影片于2016年9月30日在中国大陆上映，首日收获3832万票房，位列票房榜第三位，仅次于《爵迹》和《从你的全世界路过》。由于口碑良好，本片成为了国庆档票房的大赢家，累计11.84亿元。
| 上一届： 《从你的全世界路过》 | 2016年中国内地一周票房冠军 第41-42周 | 下一届： 《机械师2：复活》 |

2017年6月作为中国推荐的2部电影之一（另一部为《七月与安生》），参赛2017中国成都·金砖国家电影节“熊猫奖”。

## 獎項及提名
| 年度   | 颁奖典礼                     | 奖项         | 姓名                                                                | 结果 |
| ------ | ---------------------------- | ------------ | ------------------------------------------------------------------- | ---- |
| 2016年 | 第12中美電影節金天使頒獎典禮 | 最佳電影     | 《湄公河行動》                                                      | 獲獎 |
| 2016年 | 第12中美電影節金天使頒獎典禮 | 最佳男主角   | 張涵予                                                              | 獲獎 |
| 2016年 | 第12中美電影節金天使頒獎典禮 | 最佳製片人   | 于冬                                                                | 獲獎 |
| 2017年 | 第11屆亞洲電影大獎           | 最佳剪接     | 大卫·理查森                                                         | 提名 |
| 2017年 | 第36屆香港電影金像獎         | 最佳剪接     | 大卫·理查森                                                         | 提名 |
| 2017年 | 第36屆香港電影金像獎         | 最佳動作設計 | 董瑋                                                                | 獲獎 |
| 2017年 | 第36屆香港電影金像獎         | 最佳音響效果 | Nopawat Likitwong, Kaikangwol Rungsakorn, Sarunyu Nurnsai, Stan Yau | 提名 |
| 2017年 | 第36屆香港電影金像獎         | 最佳視覺效果 | 余國亮、黎子飛、Kang Tae Gyun                                       | 提名 |
| 2017年 | 第31届金鸡奖                 | 最佳故事片   | 《湄公河行動》                                                      | 獲獎 |
| 2017年 | 第31届金鸡奖                 | 最佳美术     | 李健威                                                              | 提名 |